# دانييل إيفانز
دانييل إيفانز (بالإنجليزية: Daniel Evans)‏ (و. 1973 – م) هو ممثل مسرحي، وممثل تلفزيوني، وممثل أفلام، ومخرج مسرحي، وممثل مسرحية موسيقية ‏، من المملكة المتحدة.

## التعليم
تعلم في مدرسة جيلدهول، وYsgol Garth Olwg ‏.

## جوائز وترشيحات
حصل على جوائز منها:
- جائزة لورنس أوليفيه.

ترشح لـ:
- جائزة توني عن فئة أفضل ممثل في مسرحية موسيقية [الإنجليزية]‏ (2008).

## وصلات خارجية
- دانييل إيفانز على موقع IMDb (الإنجليزية)
- دانييل إيفانز على موقع ميوزك برينز (الإنجليزية)
- دانييل إيفانز على موقع أول موفي (الإنجليزية)
- دانييل إيفانز على موقع قاعدة بيانات برودواي على الإنترنت (الإنجليزية)
- دانييل إيفانز على موقع قاعدة بيانات الأفلام السويدية (السويدية)
- دانييل إيفانز على موقع قاعدة بيانات الفيلم (الإنجليزية)